# Vuelo sin motor

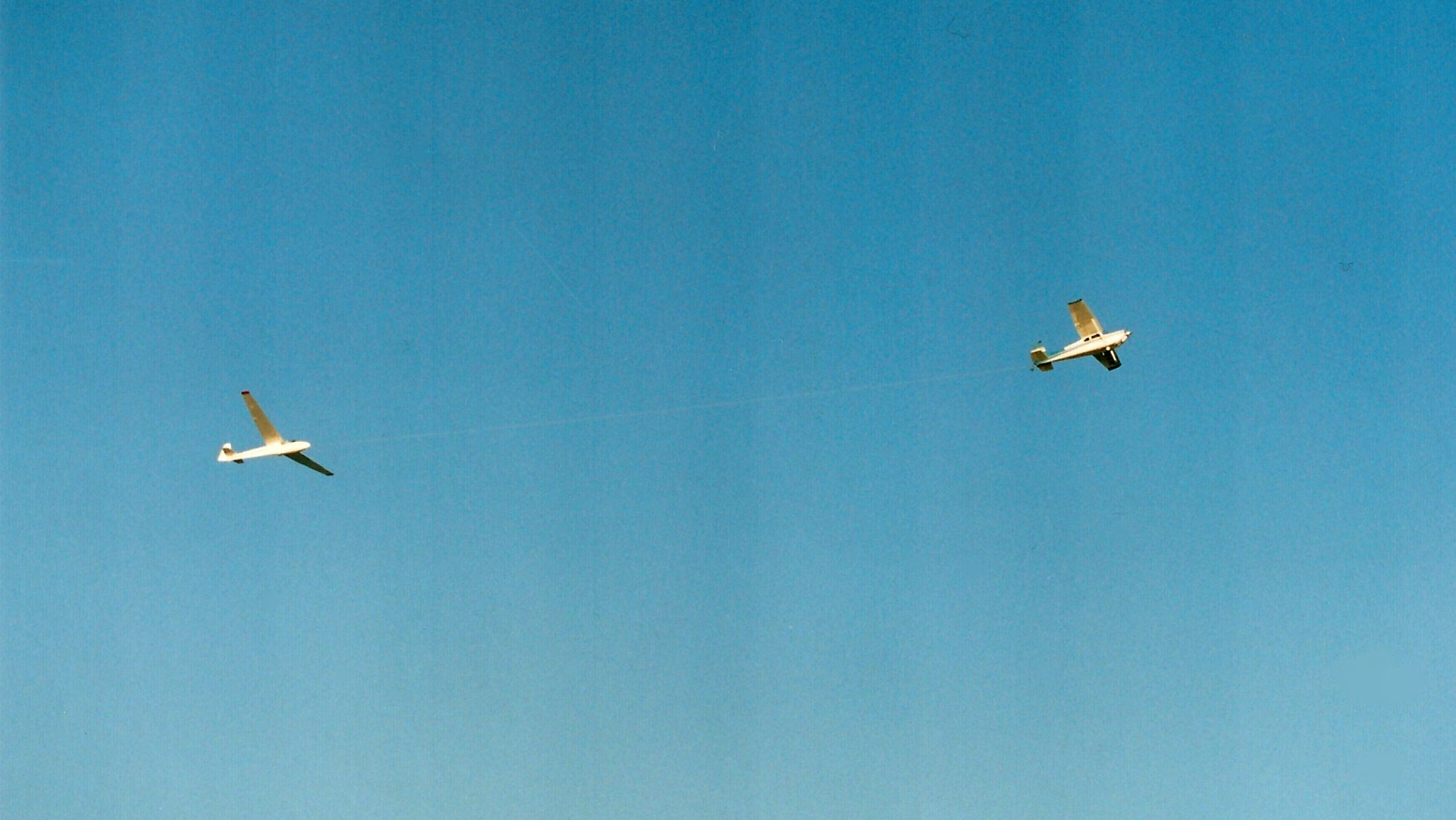
Un planeador remolcado por una avioneta, sobre el Club de Planeadores de Junín, Argentina.

El vuelo sin motor, conocido también como vuelo a vela o volovelismo, es un deporte aéreo que consiste en pilotar un avión sin motor, llamado normalmente planeador y también velero. Para poner el avión en vuelo se emplean diferentes métodos, llamados de "lanzamiento", siendo los más usados hoy día el remolque por torno y el remolque por avión. Normalmente sus pilotos son capaces de hacer que una vez desacoplados del método de lanzamiento, el planeador pueda ganar altura, es decir elevarse sin más ayuda que los movimientos de las masas de aire en el seno de la atmósfera, siendo estos movimientos de tres tipos normalmente: Ladera, Onda, Térmica.

## Historia
Aunque hay numerosos precedentes de vuelo planeado, se considera a Otto Lilienthal como el padre del vuelo sin motor. Sin embargo, el verdadero comienzo de este deporte se realiza en Alemania en 1920, con el primer concurso de planeadores celebrado en la Wasserkuppe. Alemania sigue siendo hoy en día el país donde más practicantes hay y donde más innovaciones técnicas se producen.

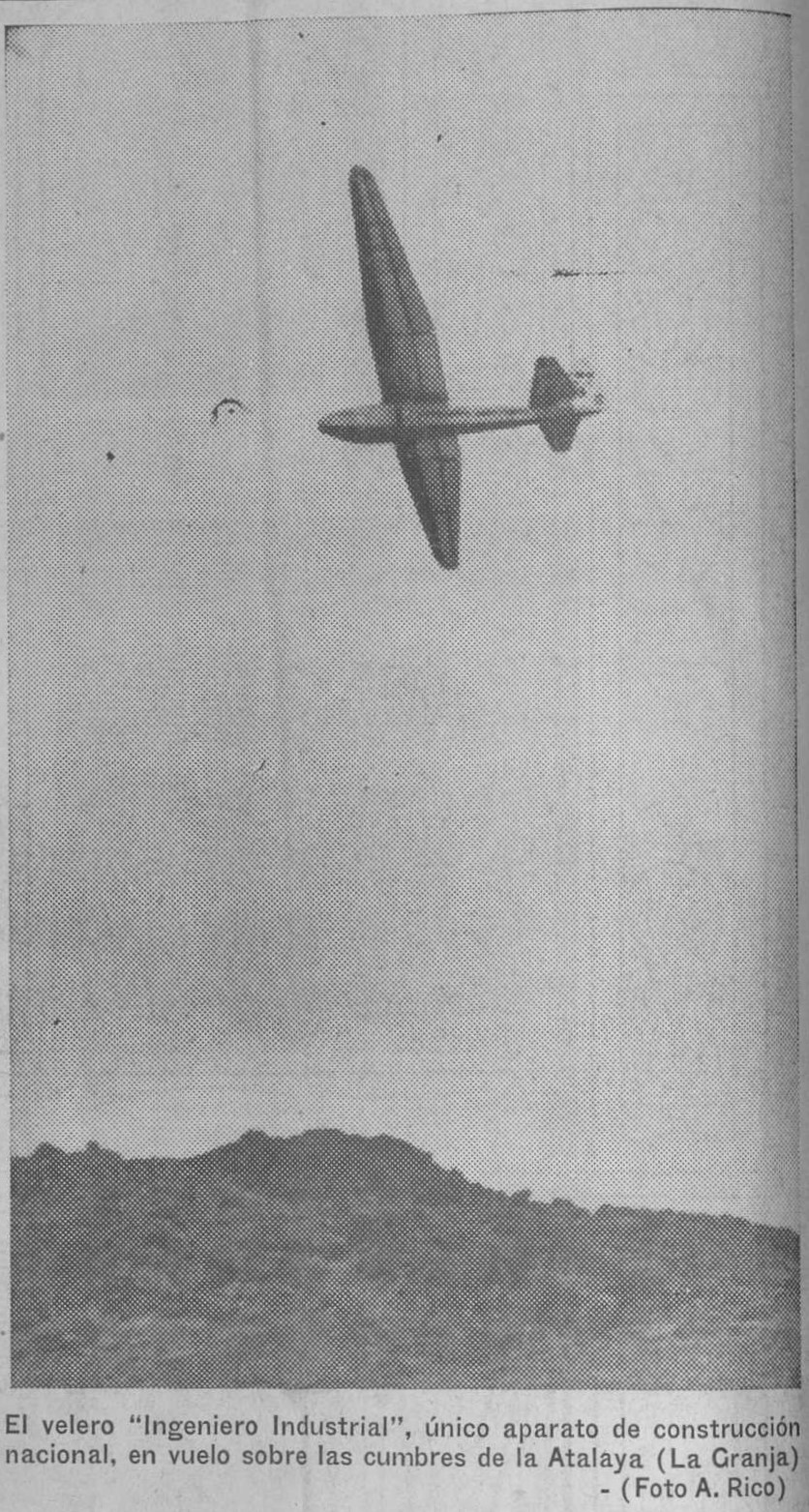
El velero "Ingeniero Industrial" primero construido en España en 1934 sobre las cumbres de La Atalaya (La Granja)

Los planeadores se lanzaban en el comienzo del deporte, en los años 20 y 30 del siglo XX, desde lo alto de una ladera ayudados por un sistema de gomas elásticas. Los veleros se elevan actualmente remolcados por un avión o por un torno, que es un motor que enrolla un cable de cientos de metros al que se une el velero y que este puede soltar al llegar a la altura deseada o a la vertical del torno. Al llegar a la altura deseada, el velero se desengancha del cable que le une al avión o al torno y prosigue su vuelo.

### Vuelo sin motor en España
La introducción del vuelo sin motor en España comienza en 1931 de la mano del aviador José Luis Albarrán tras unos cursos en Alemania, realizando los primeros vuelos el 1 de enero de 1931 en La Marrañosa. En 1934 la Asociación de Ingenieros Industriales construirá el primer planeador de fabricación española "Ingeniero Industrial". En el año 1935 había ya en España 23 sociedades con unos 600 socios, destacando los clubes de Monflorite en Huesca y los de Madrid.

## Técnica
Un velero es una aeronave sin motor, por lo que siempre está descendiendo. Por eso, en todas las modalidades del vuelo a vela se buscan masas de aire ascendentes, que hagan elevarse al velero porque suben más que lo que baja de manera natural la máquina. Un ejemplo: imaginemos un planeador que avanza a 100 km/h y cae un metro cada segundo (1 m/s), pero el piloto se las arregla para permanecer en una corriente ascendente de 5 m/s durante 60 segundos: habrá ganado 240 metros y habrá recorrido algo más de 1,6 km.
Las modalidades básicas de vuelo a vela son el vuelo a térmica, ladera y onda de montaña. En el vuelo a térmica, corrientes térmicas producidas por el calentamiento diferencial del suelo por el Sol se elevan en la atmósfera, de tal manera que con el planeador buscamos permanecer en su interior para subir (habitualmente, girando dentro de ellas). En el vuelo de ladera, el viento que incide de manera más o menos perpendicular a una ladera se ve forzado a subir. Si la ladera tiene la suficiente dimensión y el viento está bien orientado con la fuerza suficiente, un velero situado en posición óptima puede volar apoyado en el viento sin perder altura o incluso subiendo.
Por último, la onda de montaña es un fenómeno más complejo que se produce a sotavento de cadenas montañosas sobre las que incide un fuerte viento. Este viento origina un fenómeno ondulatorio más allá de las montañas, en el que en determinadas condiciones se puede volar y alcanzar grandes alturas.

## Reglamentación
Cada país tiene su reglamentación para obtener la licencia o permiso necesarios para pilotar planeadores. Además, existen títulos o diplomas reconocidos internacionalmente por la Federación Aeronáutica Internacional () para determinados logros. Estos empiezan en la actualidad con el "C" de plata, que requiere haber conseguido 1) una distancia en línea recta de al menos 50 kilómetros 2) una ganancia de altura de 1000 metros y 3) una permanencia en el aire de al menos 5 horas. Los antiguos títulos A, B y C cayeron en desuso hace años cuando los planeadores fueron capaces de cada vez mayores prestaciones. Otros títulos como el C de oro y los diplomas (por ejemplo de 1000 kilómetros) están pensados para reconocer vuelos más difíciles.

## Planeadores
Una medida simple del rendimiento de un velero es el coeficiente de planeo. Se trata de una medida de la distancia máxima que puede planear un velero en condiciones óptimas, desde una altura dada. Así, un coeficiente de planeo de 30:1 indica que el velero puede (teóricamente) planear 30 kilómetros desde una altura de 1 kilómetro (1000 metros). En la vida real hay muchos factores que influyen en esa distancia (viento a favor o en contra, estado de la atmósfera, limpieza del avión, por citar algunos). Además, tampoco es la única característica del avión interesante de cara a considerar su rendimiento. Sin embargo, es una medida fácil de utilizar y ampliamente reconocida.
Los planeadores primitivos eran de estructura de madera recubiertos de tela. Los adelantos técnicos desde el inicio del deporte se pueden resumir en tres etapas: 1) los veleros de madera con progresivamente cada vez más alargamiento y fineza aerodinámica, dotados con perfiles aerodinámicos clásicos, que culminaron a finales de los años 30 con veleros que tenían coeficientes de planeo de aproximadamente 30:1. 2) En los años 50 se aplican y desarrollan los perfiles laminares aumentando progresivamente el rendimiento de los veleros hasta coeficientes de planeo de más de 40:1. 3) A finales de los años 60 se generaliza la construcción en materiales compuestos (fibra de vidrio y plástico, posteriormente también fibras de carbono y kevlar), que permiten obtener superficies de vuelo mucho más limpias aerodinámicamente, llegando hasta los coeficientes de planeo máximos de 60-70:1 de los veleros más avanzados de hoy.
Una medida un poco más completa es la «polar» del velero, una curva que indica, para cada velocidad con respecto al viento, la tasa a la que cae el velero, por lo que indica también cuál es el coeficiente máximo de planeo. Actualmente son apreciados los veleros con una polar bastante plana, es decir, que mantienen una baja tasa de caída para velocidades altas (200 km/h o superiores).
El interés de observar la polar de un velero viene porque dos veleros distintos pueden tener un coeficiente de planeo de 30:1 a una velocidad de 90 km/h, pero si uno de ellos tiene un coeficiente de 25:1 a 150 km/h, mientras que otro tiene un coeficiente de 20:1 a esta velocidad, preferimos el primero, ya que nos permite desplazarnos más rápido perdiendo menos altura, lo cual es muy útil, entre otras cosas, para permanecer poco tiempo dentro de corrientes descendentes.

## Tipos de planeadores

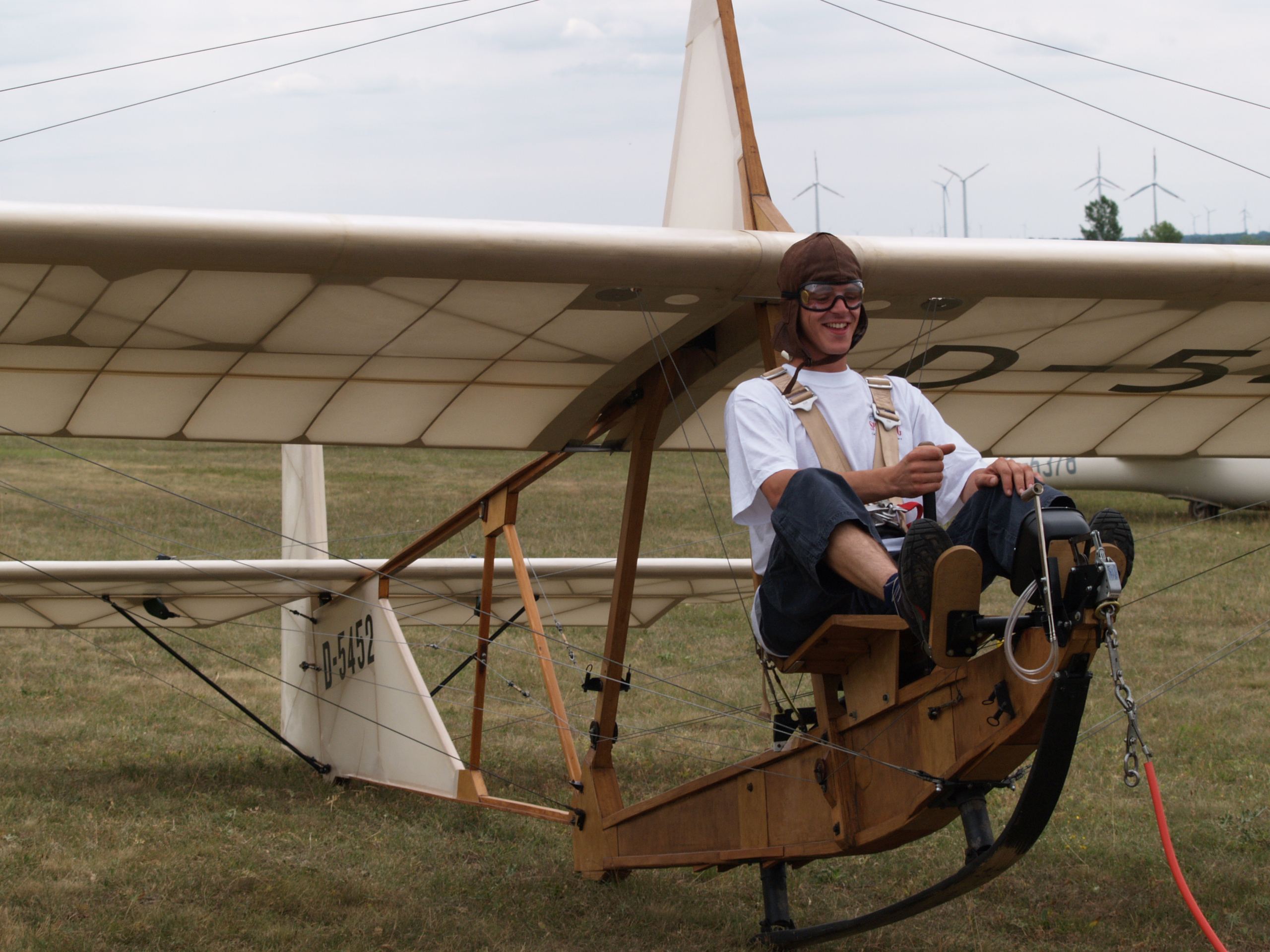
Schulgleiter SG-38-Ejemplo de construcción madera y tela (básico)

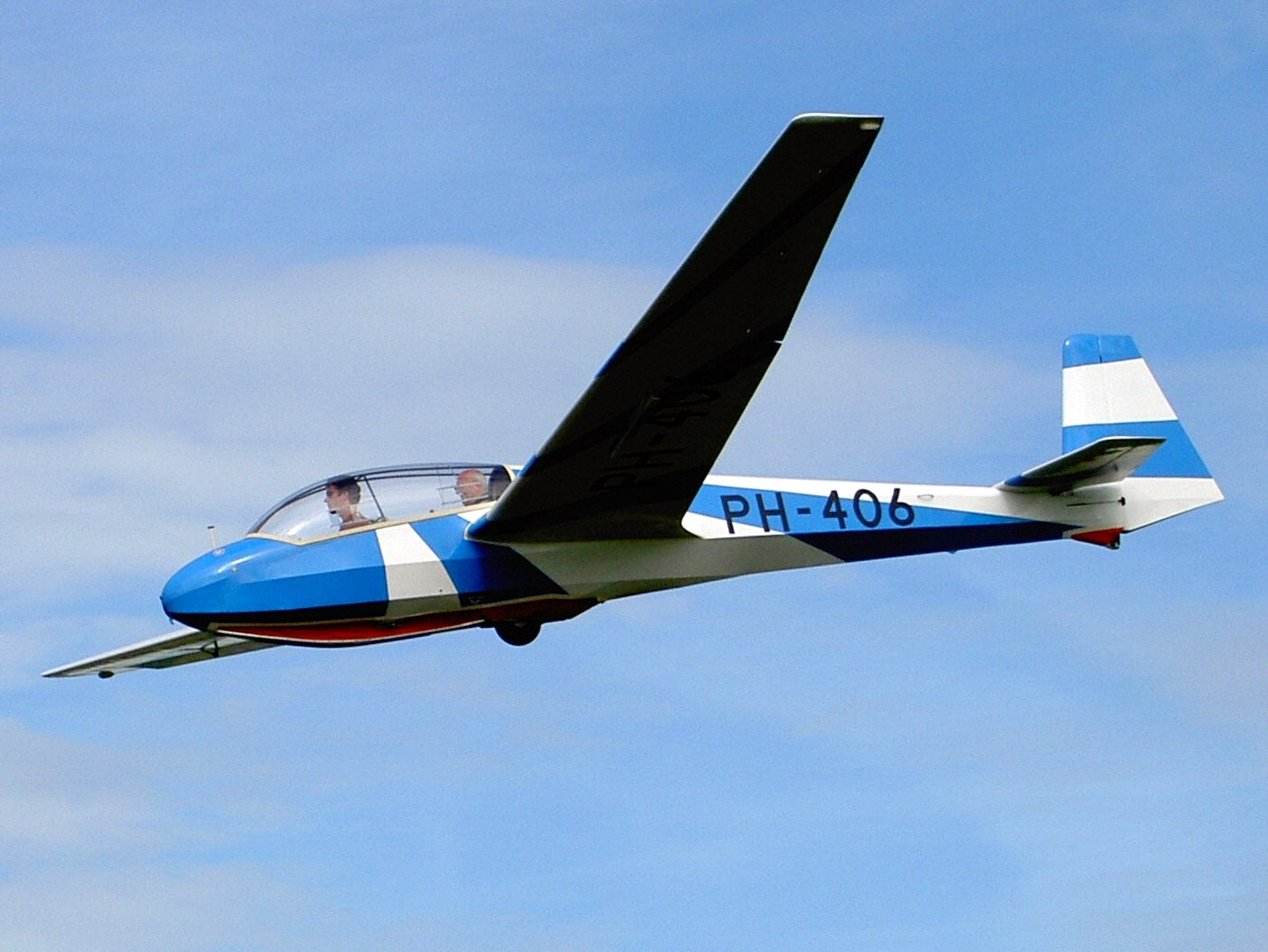
ASK-13-Ejemplo de construcción madera y tela (avanzado, biplaza)

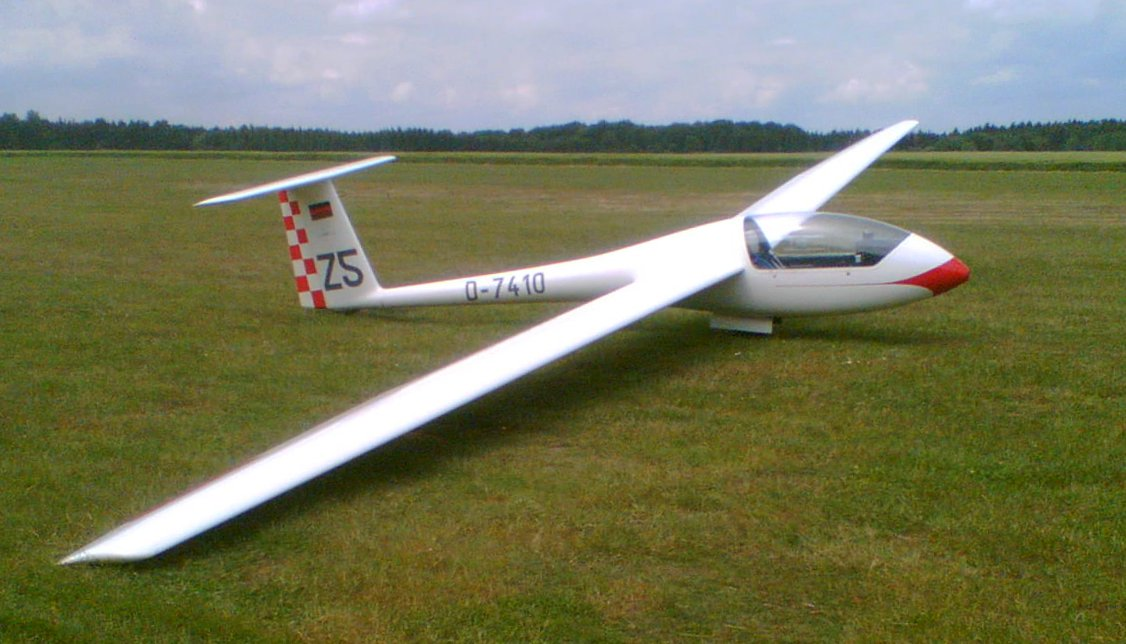
Grob Astir 102-Ejemplo de construcción de Fibra de Vidrio (Monoplaza)

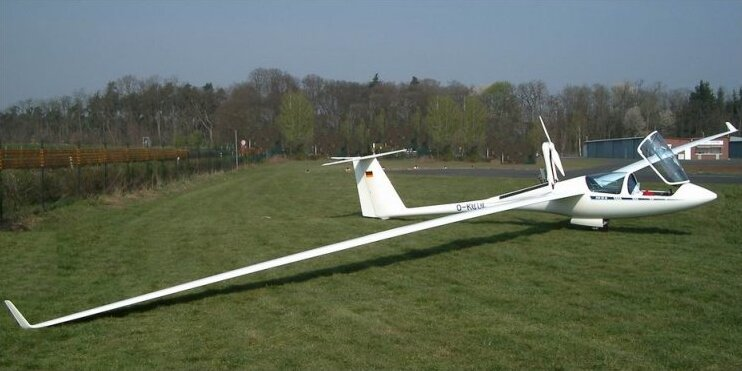
ASH-25 Ejemplo de construcción de Fibra de Vidrio, de gran envergadura, autodespegable (Biplaza)

En el transcurso de la historia del vuelo sin motor han existido tres tipos de planeadores:
1.º Planeadores primarios, usados para entrenamiento, tienen un armazón central al que van unidas las alas y los dispositivos estabilizadores y de control. El piloto se sitúa en un asiento desprotegido, al frente del armazón. Estos se encuentran actualmente en desuso, salvo los circuitos de planeadores antiguos. Ejemplo : Schulgleiter SG-38
2.º Los veleros que se construyen como aviones ordinarios con fuselaje y con una cabina, normalmente cerrada para una o dos personas. Están diseñados para conseguir la máxima eficiencia aerodinámica. Los de dos asientos son los que normalmente se emplean para la enseñanza del vuelo. Anteriormente se construían de madera, contrachapado y tela (alas y cola) y tubos metálicos y tela (fuselaje). De estos aún siguen muchos en vuelo. Desde hace unos 40-45 años sin embargo se construyen invariablemente a base de estructuras sintéticas, Fibra de Vidrio integrada en Resinas Epoxi. Dentro de estos han aparecido en las últimas décadas versiones con motor retráctil, bien sea los llamados "turbo" (no pueden despegar por sí solos, solo recuperarse desde baja altura o mantenerse) o los "autolanzables" o "SL"=Self-Launching que pueden despegar por sí solos, pudiendo retraer el motor en el fuselaje, normalmente por detrás de la cabina.
3.º Los planeadores de carga, están diseñados para uso militar o civil. Son naves de gran tamaño diseñadas para transportar grandes pesos. Están construidos no para remontarse, sino para ser remolcados en grupos detrás de un potente avión para incrementar la carga del aeroplano. Las grandes ventajas de este tipo de planeador son su capacidad para transportar grandes cargas y su flexibilidad para aterrizar a baja velocidad que les permite descender en espacios demasiado restringidos para los aviones comunes.Estos se emplearon en grandes cantidades, sobre todo por los aliados, en la Segunda Guerra Mundial. Actualmente en desuso debido al helicóptero.

## Estado actual
En la actualidad los límites del vuelo a vela se han extendido a fronteras inimaginables hace pocos años. Un ejemplo: el alemán Klaus Ohlmann superó la barrera de los 3000 km en el año 2003 (un solo vuelo, de día, sin motor) con un vuelo de distancia libre usando tres puntos de viraje, en un Schempp-Hirth Nimbus 4DM. El vuelo se realizó partiendo de Chapelco, Argentina, y volando fundamentalmente en onda. Se considera el límite práctico de la tecnología actual.